# Alboberotha petrulevicii
Alboberotha petrulevicii (лат.) — ископаемый вид сетчатокрылых насекомых из рода Alboberotha  семейства Rhachiberothidae. Обнаружены в верхнемеловых (сеноман) янтарях Европы (Франция).
Вид был впервые описан в 2005 году французским палеоэнтомологом Андре Нелем с соавторами (André Nel; Национальный музей естественной истории, Париж).
Вместе с другими ископаемыми видами сетчатокрылых насекомых, такими как Gallosemidalis eocenica, Spinoberotha mickaelacrai, Chimerhachiberotha acrasarii, Alboconis cretacica, Oisea celinea, Eorhachiberotha burmitica, Phthanoconis burmitica, Glaesoconis baliopteryx, Retinoberotha stuermeri, Paraberotha acra являются одними из древнейших представителей Neuroptera, что было показано в 2007 году американскими палеоэнтомологами Майклом Энджелом (Engel M.) и Дэвидом Гримальди (Grimaldi D. A.).
Иногда упоминается как Alloberotha petrulevicii.